# Ряпина (волость, 2017)
Ря́пина (эст. Räpina vald) — волость в Эстонии в составе уезда Пылвамаа. Образована в 2017 году. Административный центр город Ряпина.

## География
Расположена на юго-востоке Эстонии. Площадь — 592,42 км², плотность населения на 1 января 2024 года составила 10,0 чел/км². На севере, востоке и северо-востоке волость граничит с озером Лямми (Ляммиярв), береговая линия составляет около 74 км (из них 4 км — побережье островков Савинукк и Васикакуйв). Соседние воолости: Сетомаа, Выру, Пылва и Кастре. Административный центр волости — город Ряпина, расстояние от которого до Тарту составляет 64 км, до Пылва — 31 км и  до Выру — 44 км.
Через волость протекает самая протяжённая река Эстонии — Выханду. На её территории находится множество природоохранных территорий и несколько областей сети Natura 2000. Самая важная магистраль волости — шоссе государственного значения Тарту—Вярска—Печоры.

## История
Волость Ряпина образована в октябре 2017 года в результате административно-территориальной реформы путём слияния волостей Меэкси, Вериора и Ряпина.
Историческое русское название волости во времена Российской империи — Реппинская волость, также Репинская волость и Раппинская волость  (нем. Rappin, Gemeinde), в конце XIX века на письме также Репин.-Фридгольмская волость.

## Символика
Герб: на синем щите серебряного цвета мельничное колесо и оголовок с вырезом в виде елей, в центре цветок кувшинки с золотой сердцевиной.

Флаг: на синем полотнище в оголовке белый вырез в виде елей; соотношение ширины и длины флага 7:11, нормальный размер 105 x 165 см.
Символика была принята 11 января 2000 года.

## Населённые пункты
В составе волости 1 город, 3 посёлка и 62 деревни.
Город: Ряпина.

Посёлки: Выыпсу, Вериора и Мехикоорма.

Деревни: Араву, Варесте, Вериорамыйза, Вийра, Вилусте, Винсо, Выйарди, Выйка, Выукюла, Вяйке-Веэрксу, Вяндра, Йыэпера, Йыэваара, Йыэвеэре, Кассилаане, Кикка, Кирмси, Коолма, Коолмаярве, Кулламяэ, Кунксилла, Кынну, Кёстримяэ, Лахо, Леэваку, Леэви, Лихтенстейни, Линте, Меэкси, Меэлва, Меэрапалу, Мытсаваара, Мягиотса, Мяннисалу, Наха, Нохипало, Нулга, Пахтпяэ, Парапалу, Пинди, Пяэсна, Раадама, Рахумяэ, Райгла, Ристипало, Рууса, Саарекюла, Сарвемяэ, Сикакурму, Силлапяэ, Соохара, Сууре-Веэрксу, Сюльгоя, Сювахавва, Тимо, Тооламаа, Тоосте, Тсиркси, Хааваметса, Хаавапяэ, Химмасте, Яаникесте.

## Демография по данным Регистра народонаселения
По данным Регистра народонаселения, который ведёт Министерство внутренних дел Эстонии, по состоянию на 1 января 2019 года в волости проживали 6418 человек. В период 2014–2018 годов численность населения волости постоянно падала, как и в целом в уезде Пылвамаа. Естественный прирост населения негативный, высок удельный вес пожилых людей, доля детей в возрасте до 6 лет в 2018 году составляла всего 4 %.

## Данные Департамента статистики
Данные Департамента статистики Эстонии о волости Ряпина:
Число жителей на 1 января каждого года:
| Год  | 2015 | 2016   | 2017   | 2018   | 2019   | 2020   | 2021   | 2022   | 2023   | 2024   |
| ---- | ---- | ------ | ------ | ------ | ------ | ------ | ------ | ------ | ------ | ------ |
| Чел. | 6737 | ↘ 6583 | ↗ 6494 | ↘ 6403 | ↘ 6319 | ↘ 6268 | ↘ 6179 | ↘ 6115 | ↘ 6049 | ↘ 5940 |

Число рождений (живорождённых):
| Год  | 2015 | 2016 | 2017 | 2018 | 2019 | 2020 | 2021 | 2022 | 2023 |
| ---- | ---- | ---- | ---- | ---- | ---- | ---- | ---- | ---- | ---- |
| Чел. | 44   | ↘ 43 | ↘ 42 | ↗ 50 | ↗ 63 | ↘ 48 | ↘ 50 | ↘ 43 | ↘ 35 |

Число умерших:
| Год  | 2015 | 2016  | 2017  | 2018  | 2019 | 2020  | 2021  | 2022  | 2023  |
| ---- | ---- | ----- | ----- | ----- | ---- | ----- | ----- | ----- | ----- |
| Чел. | 120  | ↘ 107 | ↘ 104 | ↘ 102 | ↘ 86 | ↗ 112 | ↗ 140 | ↘ 127 | ↘ 114 |

Зарегистрированные безработные:
| Год  | 2015 | 2016 | 2017 | 2018 | 2019 | 2020 | 2021 | 2022 | 2023 |
| ---- | ---- | ---- | ---- | ---- | ---- | ---- | ---- | ---- | ---- |
| Чел. | 156  | 159  | 217  | 218  | 194  | 211  | 251  | 195  | 172  |

*2015—2019 годы — среднегодовое число, с 2020 года — на 1 января.
Средняя брутто-зарплата работника:
| Год  | 2015 | 2016  | 2017  | 2018   | 2019   | 2020   | 2021   | 2022   |
| ---- | ---- | ----- | ----- | ------ | ------ | ------ | ------ | ------ |
| Евро | 859  | ↗ 916 | ↗ 977 | ↗ 1045 | ↗ 1107 | ↗ 1185 | ↗ 1257 | ↗ 1307 |

В 2019 году волость Ряпина занимала 65 место по величине средней брутто-зарплаты работника среди 79 муниципалитетов Эстонии.
Число учеников в школах:
| Год  | 2015 | 2016  | 2017  | 2018  | 2019  | 2020  | 2021  | 2022  | 2023  | 2024  |
| ---- | ---- | ----- | ----- | ----- | ----- | ----- | ----- | ----- | ----- | ----- |
| Чел. | 553  | ↘ 541 | ↘ 540 | ↘ 511 | ↗ 514 | ↗ 523 | ↘ 503 | ↘ 498 | ↗ 513 | ↘ 504 |

## Инфраструктура

### Образование
В волости работает 2 детских сада и детские ясли. Численность посещающих их детей падает: в 2013/2014 — 233, в 2017/2018 — 207. Общеобразовательные учреждения волости: основная школа Мехикоорма, основная школа Рууса, основная школа Вилусте и Ряпинаская общая гимназия. Число учеников также из года в года падает: в 2013/2014 учебном году их насчитывалось 581, в 2018/2019 учебном году — 511. В городе Ряпина  работает профессиональное учебное заведение — Школа садоводства.
В городе Ряпина работает музыкальная школа. Для взрослых повышение уровня образования предлагает прикладная школа в Ряпина — некоммерческая организация «Объединение свободного образования» (Räpina Vabahariduse Ühendus).

### Медицина и социальное обеспечение
Медицинские услуги первого уровня оказывают 4 семейных врача: в Ряпина, Вериора и Мехикоорма. Услуги по уходу осуществляют 4 учреждения: дом по уходу Леэви, дом по уходу Ряпинаского Михайловского прихода Эстонской евангелическо-лютеранской церкви, пансионат Ристипало и Ряпинаская больница. В волости также есть социальные квартиры. В центре обслуживания Вериора работает Дневной центр, предлагающий различные услуги пожилым людям и людям с особыми потребностями: парикмахерская, массаж, культурные мероприятия и др. Социальные услуги также предлагает Сельский центр бывшей волости Меэкси: там работают прачечная, парикмахерская, массажист, мастер маникюра.

### Культура, досуг и спорт
В волости насчитывается 8 библиотек. Культурные учреждения: Открытый молодёжный центр в Ряпина, Ряпинаский дом творчества, Народные дома в Вериора, Леэви и Араву, Открытый молодёжный клуб в Мехикоорма, Сельский центр в Меэрапалу, женский клуб «Общество хозяек Вериора» и др..
В городе Ряпина работает спортивная школа; дисциплины: лёгкая атлетика, баскетбол и волейбол. В 2017/2018 учебном году в ней насчитывалось 100 учеников и работали 4 тренера. В волости есть несколько спортклубов: баскетбольный клуб «Räpina Kotkad», мотоклуб «Kagu Motoklubi», футбольный клуб «Räpina SK Jalgpalliklubi» и др. Спортзалы есть во всех общеобразовательных учреждениях и Народном доме Леэви. В Ряпинаском детсаду «Vikerkaar» («Радуга») есть бассейн, где обучают плаванию дошкольников и учащихся первой школьной ступени.

### Транспорт
Через город Ряпина ходят междугородние автобусы в Таллин, Тарту, Пылва, Выру, Вярска и Мехикоорма. С самыми удалёнными от административного центра волости деревнями автобусное сообщение довольно плохое. В Рууса, Вериора и Илуметса есть железнодорожные станции, откуда на поезде можно доехать до Тарту и деревни  Орава. Порты есть в городе Ряпина, посёлках Выыпсу и Мехикоорма, последний используется пограничной охраной, рыбаками и туристами. В деревне Парапалу на озере Лямми работает порт Лааксааре; в свободный ото льда период из его пристани регулярно выходит паром на остров Пийрисар.

### Жилая среда
Электрическая сеть покрывает всю волость. Трасса газоснабжения есть в городе Ряпина и на отрезке Пахтпяэ—Ряпина. Теплоснабжение в разных областях волости организовано по-разному: в городе Ряпина, в деревнях Рууса, Линте и Ристипало в основном центральное отопление, в малонаселённых пунктах — локальное. В большинстве многоквартирных домов Вериора и его окрестностей, а также в доме по уходу Леэви имеются локальные отопительные котлы, работающие на древесном топливе; Центр обслуживания и молодёжный центр в Вериора, а также основная школа Вилусте имеют геотермальное отопление. В регионе бывшей волости Меэкси своя котельная есть у основной школы и здания волостного центра. Центральное водоснабжение и центральная канализация есть в городе Ряпина, в посёлке Вериора, в деревнях Араву, Вилусте, Ристипало, Леэваку, Рууса, Линте и Леэви в центре посёлка Мехикоорма.
Безопасность жилой среды помогает повышать уличные камеры видео-наблюдения в городе Ряпина, в посёлках Вериора и Мехикоорма и в центрах больших деревень. По данным Департамента полиции Эстонии за 2015 год уровень преступности в бывших волостях Меэкси и Вериора был выше среднего по Эстонии, а в бывшей волости Ряпина — значительно ниже среднего.

## Экономика
Наибольшее число предприятий волости занято в сельском и лесном хозяйстве, деревообработке, строительстве и сфере туризма.
Крупнейшие работодатели волости по состоянию на 31 марта 2020 года:
| Предприятие/организация | Вид деятельности                                    | Численность работников |
| ----------------------- | --------------------------------------------------- | ---------------------- |
| Räpina Aianduskool      | Профессиональное учебное заведение                  | 124                    |
| Räpina Paberivabrik AS  | Производство изделий из бумаги и картона            | 102                    |
| Räpina Vallavalitsus    | Волостная управа; орган государственного управления | 81                     |
| Räpina Haigla           | Больница                                            | 66                     |
| Räpina Ühisgümnaasium   | Гимназия                                            | 58                     |

## Достопримечательности
Памятники культуры:
- церковь святого Михаила в городе Ряпина

Построена в 1785 году, реконструирована в 1882 году. В 1885 году по проекту архитектора Рейнхольда Гулеке был построен башенный шпиль в стиле барокко. В 1857 году строительный мастер Йоганн-Готфрид Мюхленхаузен (Johann Gottfried Mühlenhausen) выполнил балкон для органа и боковые приделы, в 1882 году был готов инспирированный поздней готикой кровельный потолок;
- православная церковь Захарии и Елизаветы

Первоначальное деревянное строение построено по приказу императрицы Елизаветы Петровны в 1752 году, сгорело в 1813 году. В 1827 году император Николай I приказал построить новую каменную церковь. Автор проекта — тартуский мастер Георг Фридрих Гейст (G. F. W. Geist), строительство шло в 1829–1833 годах, церковь освящена в 1834 году. Иконостас в 1832 году построил мастер из Старой Руссы Теодор Шишеловский, автор икон — псковский иконописец Хиеротеус Калинин. В 1911 году была возведена новая колокольня;
- мыза Раппин (Ряпина)

Основана в XVI веке; первые деревянные мызные строения погибли в ходе Северной войны, нынешнее главное здание мызы в стиле позднего классицизма возведено в 1836–1847 годах, когда мыза принадлежала дворянскому семейству Рихтеров, его называют замком Силлапяэ; в 1935–1936 годах здание было во всём объёме выстроено двухэтажным;
- главный корпус Ряпинаской бумажной фабрики

Образец промышленной архитектуры, одно из старейших бумажных производств Эстонии. Построен в 1904 году, используется и в настоящее время, владелец — акционерное общество Räpina Paberivabrik. Во дворе здания расположены исторические фабричные строения: мастерская металлообработки, вспомогательное кирпичное здание и бывшее конторское здание.
Другие достопримечательности:
- Яановская церковь в Меэкси

Маленький православный храм был построен на месте старой разрушенной церкви в 1952 году, ещё при жизни Сталина. 
- метеоритный кратер Тсыырикмяги

Ударный кратер Тсыырикмяги  (с эст. «пончик с дыркой») находится недалеко от города Ряпина, его возраст насчитывает 9500–10000 лет, диаметр воронки — около 40 метров;
- заповедник Ряпинаского польдера

Птичий заповедник международного значения на озере Лямми. Одно из мест сосредоточения перелётных птиц в восточной Эстонии, из них самыми важными являются коростель, черная крачка, малая чайка, болотный журавль и белолобый гусь. В период миграции через заповедник проходит до полутора миллионов птиц. Для наблюдения за птицами установлены смотровые вышки;
- деревня Сювахавва

Сювахавва входит в список 21 уникального объекта Южной Эстонии, которые обозначены «жёлтым окном» National Geographic. В деревне действует музей камвольной фабрики, где можно увидеть, как из шерсти получается пряжа, и работает магазин Villakalli Puut, в котором продаются изделия из шерсти и другие местные сувениры ручной работы. Рядом с музеем находится природный хутор Süvahavva Loodustalu; 
- походная тропа на болоте Меэникунно

Живописное место для отдыха, где проложены дощатые тропинки. Здесь можно увидеть такие болотные растения, как мирт, подбел, водяника чёрная, багульник, пушица, карликовая берёза, многоцветные разновидности торфяного мха. По участку тропы от лесного домика Пяйкеселооянгу (с эст. — «дом солнечного заката») до озера Суур-Сооярв (с эст. «большое болотное озеро») можно проехать на инвалидном кресле или с детской коляской.

## Международное сотрудничество
Волость сотрудничает со следующими самоуправлениями:
- Кангасала (Финляндия)
- Гулбене (Латвия)
- Куликовка (Украина)
- Сувалки (Польша)
- Бад-Зегеберг (Германия)

## Галерея
- Церковь святого Михаила
- Яановская церковь в Меэкси
- Главное здание мызы Раппин (замок Силлапяэ)
- Пожарная каланча в Выыпсу
- Ж/д станция Вериора
- Порт Ряпина
- Заливное озеро Ряпина
- Болото Меэникунно
- Домик Пяйкеселооянгу

## Комментарии
1. ↑  Эстонские топонимы, оканчивающиеся на -а, не склоняются и не имеют женского рода (исключение — Нарва)[16].